# Венцислав Асенов
Венцислав Иванов Асенов е български театрален режисьор. Роден е на 21 юни 1964 година в град Русе. Завършва Английската езикова гимназия „Гео Милев“ в родния си град. Магистър по българска филология с втора специалност „Английски език и литература“ на Софийския университет „Св, Климент Охридски“ (1994) и магистър по режисура за драматичен театър в НАТФИЗ „Кръстьо Сарафов“ (1998).
По време на следването си в театралната академия активно сътрудничи на вестник „Стандарт“, където пише за театър, и „Литературен вестник“, където в продължение на три години (от октомври 1994 до ноември 1997) води ежеседмичната кино рубрика „На балкона“. От декември 2001 до края на 2004 води кино и видео рубрика за вестник „Монитор“.
Автор на книгата „Десет приказки за сцена“, издадена от фондация „Веднa“ с помощта на Министерството на културата (2015). 
Превежда от руски, английски и френски (съвместно с Борис Христов). Спектакли по негови преводи са поставяни в Младежкия театър „Николай Бинев“, Сатиричния театър „Алеко Константинов“, Общинския театър „Възраждане“ – София, Драматичния театър „Николай Масалитинов“ – Пловдив, Драматичния театър „Стефан Киров“ – Сливен и Драматично-кукления театър – Враца.

## Режисьорска дейност

### Избрани театрални постановки
- 1996 – „Урокът“ (La Leçon) от Йожен Йонеско, Драматичен театър „Сава Огнянов“ – Русе
- 1997 – „Изобретателната влюбена“ (La discreta enamorada) от Лопе де Вега, Учебен театър при НАТФИЗ „Кръстьо Сарафов“ – София
- 1998 – „Черна комедия“ (Black Comedy) от Питър Шафър, Общински театър „Любомир Кабакчиев“ – Казанлък
- 1999 – „Рибарят и златната рибка“ от Ели Видева по едноименната приказка на Ал. С. Пушкин, Драматично-куклен театър „Иван Димов“ – Хасково
- 2000 – „Пепеляшка“ от Венцислав Асенов по едноименната приказка на Шарл Перо, Драматично-куклен театър „Иван Димов“ – Хасково
- 2001 – „С любовта шега не бива“ (On ne badine pas avec l’amour) от Алфред дьо Мюсе, Драматично-куклен театър – Враца
- 2002 – „Палечка“ от Венцислав Асенов по едноименната приказка на Ханс Кр. Андерсен (куклено представление), Драматично-куклен театър – Враца
- 2003 – „Къщата на Иван“ от Пламен Дойнов, Драматично-куклен театър – Враца
- 2004 – „Малкият Мук“ от Венцислав Асенов по едноименната приказка на Вилхелм Хауф, Драматично-куклен театър – Шумен
- 2005 – „Цветове“ от Мая Спасова (куклено представление), Куклен театър „Георги Митев“ – Ямбол
- 2006 – „Ех, парите, парите!“ (Topaze) от Марсел Паньол, Драматичен театър „Стефан Киров“ – Сливен
- 2007 – „Пепеляшка“ от Венцислав Асенов по едноименната приказка на Шарл Перо, Младежки театър „Николай Бинев“ – София
- 2008 – „Сексуални перверзии в Чикаго“ (Sexual Perversions in Chicago) от Дейвид Мамет, Драматично-куклен театър – Враца
- 2009 – „Най-истинският или Същият този Мюнхаузен“ (Тот самый Мюнхгаузен) от Григорий Горин, Драматично-куклен театър – Враца
- 2010 – „Милионерът“ по Йордан Йовков с театралния състав на Средно училище „Иван Вазов“ – гр. Вършец
- 2011 – „Рейс“ от Станислав Стратиев, Драматично-куклен театър – Враца
- 2012 – „Спящата красавица“ от Венцислав Асенов по едноименната приказка на Шарл Перо, Младежки театър „Николай Бинев“ – София
- 2013 – „Някой го предпочитат...“ от Венцислав Асенов и Кирил Дончев по сценария на Били Уайлдър и И. А. Даймънд за филма „Някои го предпочитат горещо“ (мюзикъл), Младежки театър „Николай Бинев“ – София
- 2014 – „Тенор под наем“ (Lend Me a Tenor) от Кен Лудвиг, Сатиричен театър „Алеко Константинов“ – София
- 2015 – „Приказки от Виенската гора“ (Geschichten aus dem Wiener Wald) от Йодьон фон Хорват, Драматично-куклен театър – Враца
- 2017 – „Тартюф“ (Tartuffe) от Молиер, Драматично-куклен театър – Враца
- 2018 – „Бременските музиканти“ от Венцислав Асенов по едноименната приказка на Братя Грим, Младежки театър „Николай Бинев“ – София
- 2019 – „Джуджетата и обущаря“ от Венцислав Асенов по едноименната приказка на Братя Грим, Драматичен театър „Стоян Бъчваров“ – Варна
- 2020 – „Съблечи се за вечеря“ (Pyjama pour six) от Марк Камолети, Младежки театър „Николай Бинев“ – София
- 2021 – „Сирена и Виктория“ (Сирена и Виктория) от Александър Галин, Драматично-куклен театър – Враца
- 2022 – „Оскар“ (Oscar) от Клод Мание, Сатиричен театър „Алeко Константинов” – София
- 2023 – „Самотният запад“ (The Lonesome West) от Мартин Макдона, Драматичен театър „Стефан Киров“ – Сливен
- 2024 – „Пинокио“ от Венцислав Асенов по едноименната книга на Карло Колоди, Драматично-куклен театър – Враца

### Радиотеатър
- „Безтегловната принцеса“ от Венцислав Асенов по Джордж Макдоналд
- „Белоснежка и Червенороска“ от Яна Добрева по Братя Грим
- „Жана и Александър“ от Пламен Дойнов
- „Малкият Мук“ от Венцислав Асенов по Вилхелм Хауф
- „Пепеляшка“ от Венцислав Асенов по Шарл Перо
- „Приказка за феи“ от Теодора Стамболска
- „Приключения в картонения град“ от Марияна Симеонова по Леонид Яхин
- „Принц Всезнай“ от Венцислав Асенов по Ендрю Ланг

## Преводи
- „Тенор под наем“ (Lend Me a Tenor) от Кен Лудвиг
- „Камъни в джобовете“ (Stones in His Pockets) от Мари Джоунс
- „Извън контрол“ (Out of Order) от Рей Куни
- „Експрес ХХ век“ (Twentieth Century) от Кен Лудвиг
- „Сирена и Виктория“ (Сирена и Виктория) от Александър Галин
- „Оскар“ (Oscar) от Клод Мание (съвместно с Борис Христов)
- „Самотният запад“ (The Lonesome West) от Мартин Макдона
- „Убийствена комедия“ (Stage Fright) от Робин Хоудън